# Кшищинка
Кшищинка (пол. Krzyszczynka, нім. Cocceji-Neuwalde) — село в Польщі, у гміні Боґданець Ґожовського повіту Любуського воєводства.
Населення — 79 осіб (2011).

## Демографія
Демографічна структура станом на 31 березня 2011 року:
|          | Загалом | Допрацездатний вік | Працездатний вік | Постпрацездатний вік |
| -------- | ------- | ------------------ | ---------------- | -------------------- |
| Чоловіки | 34      | 6                  | 25               | 3                    |
| Жінки    | 45      | 7                  | 29               | 9                    |
| Разом    | 79      | 13                 | 54               | 12                   |